# Zaradna
Zaradna – polska kanonierka rzeczna z okresu II wojny światowej.

## Historia
Jak kanonierka rzeczna „Zuchwała”.

## Służba
„Zaradna” została zbudowana jako rzeczna kanonierka obserwacyjna. Posiadała wysuwaną drabinę ze stanowiskiem obserwacyjnym, co pozwalało znacznie rozszerzyć zasięg obserwacji. Wcielono ją do służby w I Dywizjonie Flotylli Rzecznej Marynarki Wojennej w 1935 roku.
Od wiosny 1939 służyła wraz z „Zuchwałą” i „Zawziętą” w I Dywizjonie utworzonego w ramach Flotylli Oddziału Wydzielonego na Prypeci.
W chwili wybuchu II wojny światowej, kanonierka patrolowała rejon Pińska. Po powierzeniu 9 września gen. F. Kleebergowi dowództwa obrony Polesia, została przydzielona do pododcinka „Mołodzielczyce” z zadaniem dozorowania przepraw na rzekach Jasiołda i Strumień pomiędzy miejscowościami Koczanowicze i Mołodzielczyce oraz utrzymywania łączności Pińska z Mostami Wolańskimi. W chwili agresji sowieckiej rozpoczęła odwrót do Pińska, jednak dotarcie tam okazało się niemożliwe. Załoga zatopiła swój okręt 18 września koło wsi Knubowo na rzece Strumień.
5 listopada 1939 „Zaradna” została wydobyta przez Rosjan. Wyremontowana i przezbrojona w Pińsku, została 21 lutego 1941 wcielona do radzieckiej Flotylli Pińskiej pod nazwą „Biełoruss” (pol. Białorusin). Po ataku Niemiec na ZSRR walczyła od lipca do września 1941 na Desnie pod Czernichowem i Dnieprze pod Kijowem, działała też na Berezynie. Między 15 a 17 września 1941 zatonęła w rejonie Kijowa na skutek doznanych uszkodzeń. Przejęta przez Niemców została, po remoncie przeprowadzonym w Kijowie, wcielona do Dnieprflotille z numerem taktycznym 91. Była wykorzystywana na tyłach frontu do akcji przeciwpartyzanckich. W trakcie jednej z nich, 5 kwietnia 1942, weszła na mieliznę w Kanale Królewskim. Tam też 11 kwietnia została zaatakowana przez oddziały AK i zniszczona. Po kilku miesiącach wrak został podniesiony i złomowany w Kijowie.

## Dane taktyczno-techniczne
Uzbrojenie:
- w służbie polskiej:
  - 1 haubica 100 mm wz. 14/19 w wieży
  - 1 działo 37 mm Puteaux wz.18 w wieży typu Ursus
  - 1 ckm 7,92 mm Hotchkiss plot.

- w służbie radzieckiej[1]:
  - 3 działa 76 mm (1 × II, 1 × I)
  - 3 karabiny maszynowe 7,62 mm Maxim

- Pancerz – od 4,6 do 10 mm. Chronił burty, pokład, sterówkę i wieże artyleryjskie.